# Serrat de l'Aire
El Serrat de l'Aire és un serrat termenal entre els municipis de Senterada i la Torre de Cabdella, en el seu antic terme de la Pobleta de Bellveí, al Pallars Jussà.
Davalla des del cim de Santa Bàrbara -al nord-est de Larén- cap al nord-est, en direcció a Castell-estaó. Separa la vall del barranc Roi, al nord, on hi ha els pobles d'Aguiró i d'Obeix, i del barranc de les Culties al sud, on hi ha el d'Antist.
Cap a la meitat del seu recorregut hi ha el serrat de la Broncalera, de 1.461,2 m. alt.